# Anguelina Simakova
Anguelina Alexéyevna Simakova –en ruso, Ангелина Алексеевна Симакова– (26 de agosto de 2002) es una deportista rusa que compite en gimnasia artística.
Ganó una medalla de plata en el Campeonato Mundial de Gimnasia Artística de 2018 y una medalla de plata en el Campeonato Europeo de Gimnasia Artística de 2018, ambas en la prueba por equipos.

## Palmarés internacional
| Campeonato Mundial | Campeonato Mundial    | Campeonato Mundial | Campeonato Mundial   |
| Año                | Lugar                 | Medalla            | Prueba               |
| ------------------ | --------------------- | ------------------ | -------------------- |
| 2018               | Doha (Catar)          | Medalla de plata   | Concurso por equipos |
| Campeonato Europeo |                       |                    |                      |
| Año                | Lugar                 | Medalla            | Prueba               |
| 2018               | Glasgow (Reino Unido) | Medalla de oro     | Concurso por equipos |